# 프리드리히 키틀러

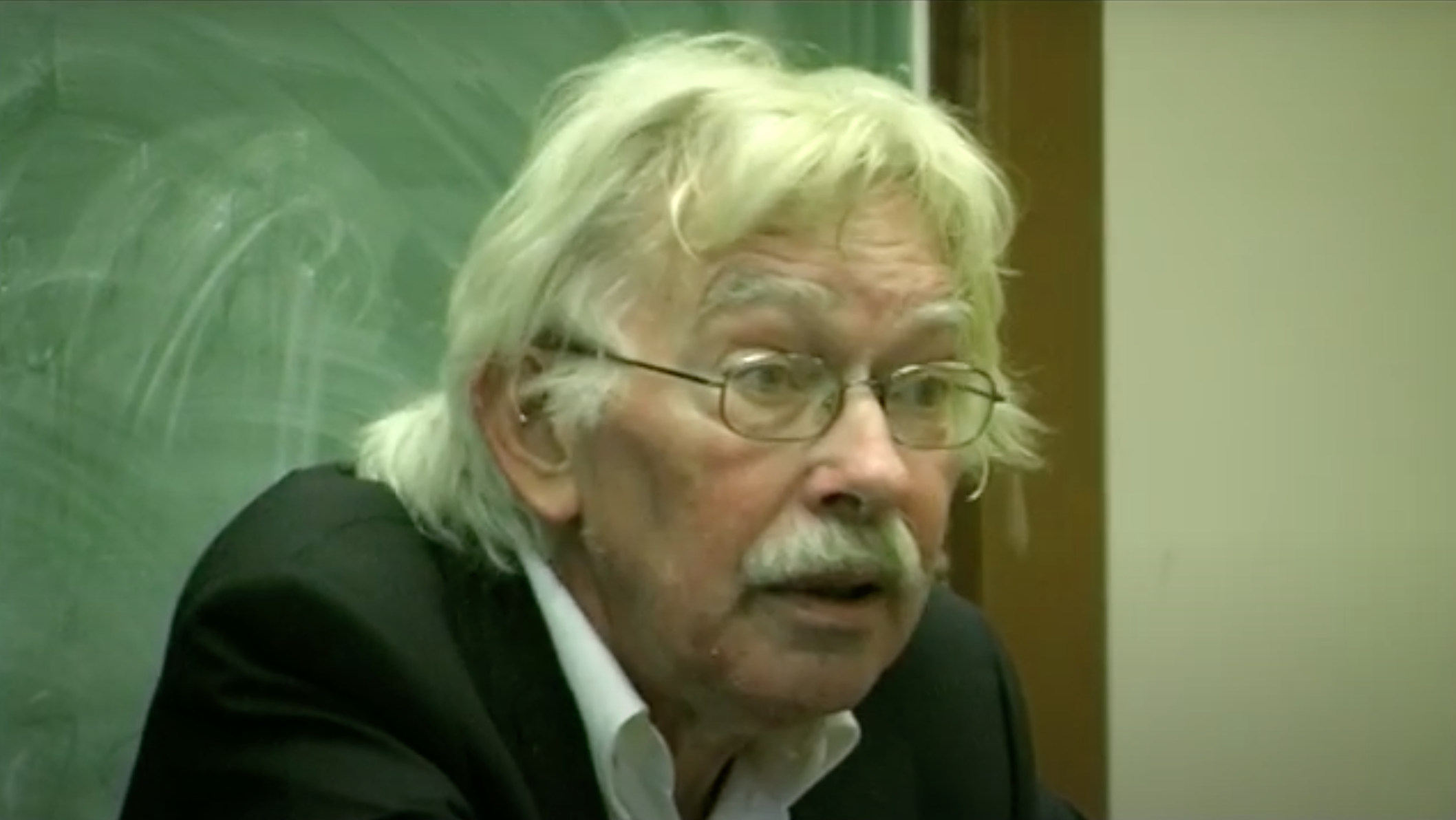

프리드리히 키틀러(Friedrich Kittler, 1943년 6월 12일, 작센 주 - 2011년 10월 18일, 베를린)는 독일의 문학평론가이자 미디어 이론가이다. 특히 미디어, 테크놀로지, 군사 간의 역사적 관계를 중심으로 현대 문화를 비평하는 것이 그의 주된 관심이다.
1993년 이후 베를린 훔볼트 대학교의 매체미학과 역사학과에 재직하였다.
키틀러는 1980년대 이후 뉴미디어에 대한 새로운 시각을 제공하였으며, 기술의 자율성을 중요한 것으로 인식한다. 이러한 면에서 캐나다의 미디어 학자인 마셜 매클루언과 비교되는 경우가 많지만, 인간 주체를 보는 시각에서 매클루언과는 차이가 있다.